# Ocellochloa
Ocellochloa là một chi thực vật có hoa trong họ Hòa thảo (Poaceae).

## Loài
Chi Ocellochloa gồm các loài: